# Sojus T-9
Sojus T-9 ist die Missionsbezeichnung für den am 27. Juni 1983 gestarteten Flug eines sowjetischen Sojus-Raumschiffs zur sowjetischen Raumstation Saljut 7. Es war der vierte Besuch eines Sojus-Raumschiffs bei dieser Raumstation und der 69. Flug im sowjetischen Sojusprogramm. Diese zweite Langzeitmission trug auch die Bezeichnung Saljut 7 EO-2.

## Besatzung

### Hauptmannschaft
- Wladimir Ljachow (2. Raumflug), Kommandant
- Alexander Alexandrow (1. Raumflug), Bordingenieur

Ljachow und Alexandrow hatten zusammen mit Wiktor Sawinych schon die Ersatzmannschaft des erfolglosen Flugs Sojus T-8 gebildet. Auf Sawinych wurde dieses Mal verzichtet, um mehr Treibstoff an Bord nehmen zu können, was ein Rendezvous in einer höheren Umlaufbahn ermöglichte.

### Ersatzmannschaft
- Wladimir Georgijewitsch Titow, Kommandant
- Gennadi Michailowitsch Strekalow, Bordingenieur

Titow und Strekalow waren zuvor die Besatzung von Sojus T-8. Da sie die Ausbildung bereits durchlaufen hatten, aber nicht an die Station ankoppeln konnten, wurden sie als Ersatzmannschaft nominiert. Der damals dritte Mann an Bord, Alexander Serebrow, wurde nicht berücksichtigt, weil die Besatzung von drei auf zwei Kosmonauten verringert wurde.

## Situation
Die Raumstation Saljut 7 befand sich seit April 1982 im All und hatte eine Langzeitmission und zwei Besuchsmannschaften beherbergt. Die erste Langzeitmannschaft Saljut 7 EO-1 musste ihren Aufenthalt im Dezember 1982 abbrechen, weil der Navigationscomputer Delta, der auch für die Lageregelung verantwortlich war, defekt war.
Ein unbemannter TKS-Raumfrachter mit der Bezeichnung Kosmos 1443 hatte im März 1983 angekoppelt und wartete darauf, entladen zu werden. An Bord waren Treibstoff, Lebensmittel und Ausrüstung sowie Ersatzteile für den defekten Delta-Computer.
Die nächste Besatzung versuchte im April 1983, mit dem Raumschiff Sojus T-8 anzukoppeln, das scheiterte jedoch daran, dass die Antenne des Igla-Annäherungssystems abgefallen war. Zwei Monate später sollte mit Sojus T-9 der nächste Versuch unternommen werden. Dieses Mal gehörten nicht drei, sondern wieder nur zwei Kosmonauten zur Besatzung.

## Missionsverlauf

### Start und Kopplung
Der Start von Sojus T-9 erfolgte am 27. Juni 1983. Die Ankopplung am hinteren Kopplungsstutzen vom Saljut 7 am Folgetag funktionierte dieses Mal problemlos. Der vordere Kopplungsstutzen war seit über drei Monaten vom TKS-Frachter Kosmos 1443 belegt, der die Lageregelung des gesamten Systems übernommen hatte.
Mit etwa 47 Tonnen war der Komplex aus Saljut, TKS und Sojus der bisher massereichste Raumflugkörper der sowjetischen Raumfahrt. Die amerikanische Raumstation Skylab hatte jedoch 10 Jahre zuvor etwa die doppelte Masse gehabt.

### Wissenschaftliche Arbeiten
Die Kosmonauten entluden ungefähr 3,5 Tonnen aus Kosmos 1443, unter anderem auch das Solarmodul, das bei einem Außeneinsatz montiert werden sollte, sowie Ersatzteile für den Navigationscomputer Delta.
Ljachow und Alexandrow reparierten den Computer Delta, der anschließend von der Bodenstation aus neu programmiert wurde. Nach einer Woche konnte Saljut 7 die Lageregelung wieder selbst übernehmen.
Die Kosmonauten führten viele Experimente aus verschiedenen Bereichen der Wissenschaft durch. Unter anderem nahmen sie 3000 Bilder mit Spektrometer-Kameras auf, nicht nur von der Sowjetunion, sondern im Rahmen eines UNESCO-Programms auch von Australien, Afrika und Südamerika. Während des Fluges hatten Ljachow und Alexandrow etwa 20 Konferenzen mit Wissenschaftlern auf der Erde. Andere Experimente waren aus den Bereichen Biologie, Medizin, Materialwissenschaft und Astrophysik.

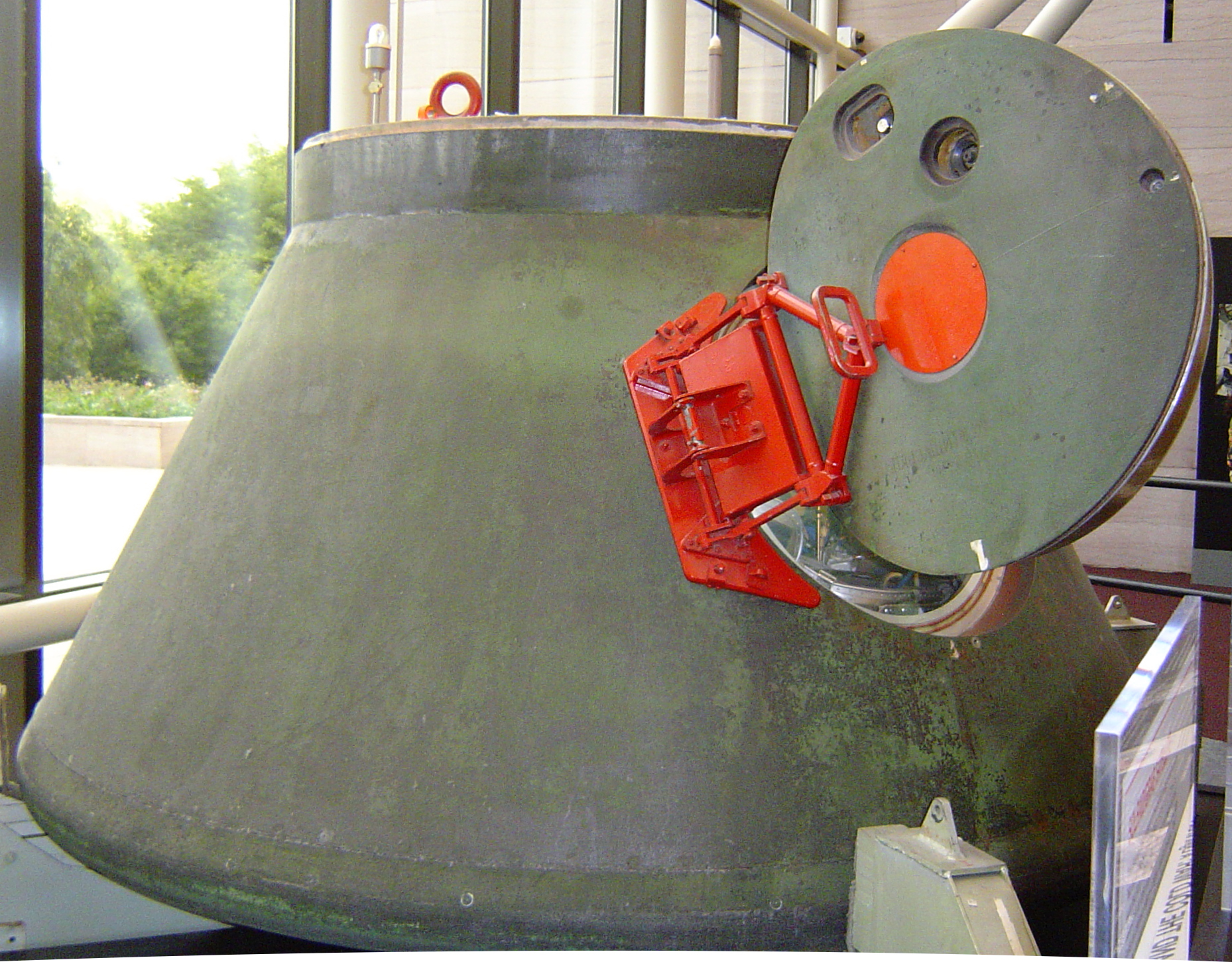
Kosmos-1443-Rückkehrkapsel

Ende Juli  wurden die Kosmonauten durch einen lauten Schlag aufgeschreckt. Genauere Untersuchungen zeigten, dass eine der Sichtluken von einem Objekt getroffen worden war. Der Einschlag hatte einen Krater von 4 mm Durchmesser in der äußeren der beiden Fensterschichten hinterlassen, die Schicht jedoch nicht durchschlagen. Ob das Objekt ein Meteor der südlichen Delta-Aquariiden oder ein Stück Weltraummüll war, ließ sich nicht feststellen.
Während der nächsten Wochen beluden die Kosmonauten Kosmos 1443 mit 350 kg Experimentierergebnissen und nicht mehr benötigter Ausrüstung, die zur Erde zurückgebracht werden sollte. Der TKS-Frachter koppelte am 14. August ab, und die Rückkehrkapsel WA (Woswraschajemyj Apparat) landete am 23. August. Die Orbitalsektion FGB (Funktionalno-grusowoj Block) blieb im Orbit und verglühte am 19. September über dem Pazifik.
Am 16. August begaben sich die beiden Kosmonauten in das Sojus-Raumschiff und koppelten ab. Nachdem die Raumstation eine halbe Drehung vollzogen hatte, koppelten sie an dem vorderen Kopplungsstutzen wieder an. Damit war der hintere Stutzen, der über Treibstoffpumpen verfügte, für den Transporter Progress 17 frei, der am 19. August ankoppelte.
Am 9. September kam es zu einem Zwischenfall, während Treibstoff vom Progress-Frachter in die Saljut-Tanks gepumpt wurde. Eine der Tankleitungen brach, und der Inhalt von zwei der drei Oxidator-Tanks verflüchtigte sich im Weltraum. Ein Abbruch der Mission wurde erwogen, aber verworfen, als sich herausstellte, dass die Situation beherrschbar und stabil war. Die Hälfte der 32 Lageregelungsdüsen der Raumstation konnte nicht mehr verwendet werden, was auch größere Auswirkung auf viele Experimente hatte.

### Die Ablösung trifft nicht ein
Für Ende September war geplant, dass das Raumschiff Sojus T-10 die Ablösung bringen sollte. Die Besatzung bestand aus Titow und Strekalow, die bereits mit Sojus T-8 einen erfolglosen Kopplungsversuch unternommen hatten, und danach Ersatzmannschaft für Sojus T-9 waren.
Kurz vor dem Start am 26. September 1983 fing die Sojus-Rakete Feuer und explodierte auf der Startrampe. Die Sojus-Rettungsrakete sorgte jedoch dafür, dass das Raumschiff in Sicherheit gebracht wurde. Titow und Strekalow überstanden den Unfall unverletzt. Diese Mission trug offiziell keinen Namen, wird aber oft als Sojus T-10-A oder Sojus T-10-1 bezeichnet.
Da somit weder eine Mannschaft noch ein Raumschiff zur Verfügung stand, war klar, dass Ljachow und Alexandrow im Laufe der nächsten Wochen die Station verlassen und unbemannt zurücklassen mussten.

### Weitere Arbeiten
Am 22. Oktober 1983 koppelte mit Progress 18 wieder ein Frachter an Saljut 7 an. Die Ladung bestand hauptsächlich aus Treibstoff, um den Verlust der beiden Tanks auszugleichen, aber auch aus Solarzellen. Am 5. November wurden die Progress-Triebwerke gezündet, um die Raumstation auf eine höhere Flugbahn zu heben. Progress 18 blieb bis zum 13. November mit der Saljut verbunden.
Ursprünglich war vorgesehen, dass die Solarmodule, die mit Kosmos 1443 und Progress 18 angeliefert worden waren, von Titow und Strekalow montiert würden. Da diese beiden jedoch auf absehbare Zeit nicht zur Saljut gelangen würden, mussten Ljachow und Alexandrow diese Aufgabe übernehmen. Hierzu waren zwei Weltraumausstiege notwendig, bei denen je ein Solarmodul montiert und angeschlossen wurde.
Die beiden Ausstiege fanden am 1. November und am 3. November statt. Der Kosmonaut Juri Romanenko hielt von der Bodenstation aus ständig Funkkontakt mit der Saljut-Besatzung. Eine weitere Unterstützung erfolgte durch Leonid Kisim und Wladimir Solowjow, die für die nächste Mission vorgesehenen Kosmonauten. Alle Aktionen von Ljachow und Alexandrow wurden durch Kisim und Solowjow zeitgleich im Wasserbecken im Juri-Gagarin-Kosmonautentrainingszentrum durchgeführt, um mögliche Probleme möglichst frühzeitig zu entdecken und Lösungsmöglichkeiten zu finden.
Beide Ausstiege dauerten je etwa 2,5 Stunden. Anschließend verfügte die Raumstation über etwa 50 % mehr elektrische Leistung.

### Rückkehr
Am 21. November begannen die Vorbereitungen für die Rückkehr zur Erde mit der Verladung von Experimenten und Gepäck in das Landemodul des Sojus-Raumschiffs. Das Orbitalmodul wurde mit nicht mehr benötigter Ausrüstung und anderem Müll gefüllt, es sollte später in der Erdatmosphäre verglühen.
Die Landung erfolgte am 23. November 1983, wieder bei Dunkelheit.

## Bedeutung für das Saljut-Programm
Die Missionsdauer von 149 Tagen war zwar kein Langzeitrekord für Kosmonauten, jedoch für das Sojus-Raumschiff. Zuvor hatte Sojus T-7 mit 113 Tagen diesen Rekord gehalten.
Die bemannte Nutzung von Saljut 7 ging in eine Zwangspause. Zwei Raumschiffe (Sojus T-8 und Sojus T-10-1) aus der laufenden Produktion hatten nicht für die Besatzung der Raumstation verwendet werden können. Bis das nächste Raumschiff startbereit wäre, würden noch einige Monate vergehen.